# 58ª Armata combinata delle guardie
La 58ª Armata combinata delle guardie (in russo 58-я гвардейская общевойсковая армия?, 58-ja gvardejskaja obščevojskovaja armija; unità militare 47084) è una formazione delle Forze terrestri russe, facente parte del Distretto militare meridionale e con base a Vladikavkaz, capitale della Repubblica russa autonoma dell'Ossezia Settentrionale-Alania.

## Storia
La 58ª Armata combinata fu formata per la prima volta nel Distretto militare siberiano il 10 novembre 1941 in base alla direttiva del quartier generale dello Stavka sovietico. Direttamente subordinata al quartier generale del comando supremo, venne trasferita sul territorio del Distretto militare di Arcangelo per rinforzare la linea difensiva sulla riva del canale Mariinskij, dal lago Onega al lago Bianco. Alla fine del maggio 1942, la formazione fu trasformata nella 3ª Armata corazzata.

### 1ª riorganizzazione
Nel giugno 1942, la 58ª armata combinata fu riformata, diventando parte del fronte di Kalinin. Dal 20 giugno, l'armata venne posta nella riserva del fronte vicino alla città di Ostaškov ed a luglio includeva la 16ª e la 27ª Divisione fucilieri delle guardie, la 215ª e la 375ª Divisione fucilieri, la 35ª e l'81ª Brigata corazzata e altre unità di supporto. All'inizio dell'agosto 1942, il comando e controllo e le unità militari della 58ª armata furono riorganizzate per formare la 39ª armata.

### 2ª riorganizzazione
Il 30 agosto 1942, la 58ª Armata combinata fu formata per la terza volta come parte del 2° Fronte Transcaucasico. Il suo comando e controllo fu formato sulla base di quello della 24ª armata.
All'inizio dell'operazione difensiva di Malgobek, la 58ª Armata faceva parte del Gruppo di Forze Settentrionale del Fronte Transcaucasico, costituiva la seconda parte del gruppo e svolgeva il compito di equipaggiare la linea difensiva nell'area di Machačkala.
Alla fine di novembre 1942, le forze principali dell'esercito furono raggruppate sul fiume Terek nell'area di Malgobek, dove durante dicembre si combatterono battaglie difensive sulla linea di Mozdok, Upper Kurp. Allo stesso tempo, le forze della divisione fucilieri continuarono a difendere Machačkala.
Nel gennaio 1943, la 58ª armata, come parte del Gruppo di forze del Nord del Fronte Transcaucasico, partecipò a un'operazione offensiva nella direzione di Stavropol' con l'obiettivo di sconfiggere il Gruppo d'armate tedesco "A" e liberare il Caucaso settentrionale. Passando all'offensiva il 1º gennaio, formazioni e unità militari dell'armata attraversarono il fiume Terek e il 3 gennaio liberarono le città di Mozdok e Malgobek. Quindi attraversarono il fiume Terek e, in collaborazione con la 44ª armata, iniziarono a inseguire il nemico su tutto il fronte di 320 km.
Entro il 24 gennaio 1943, l'armata entrò nell'area a nord di Novoaleksandrovskaja (70 km a nord-ovest di Armavir), dove fu riassegnata al Fronte del Caucaso settentrionale. All'inizio di febbraio, le unità militari dell'armata raggiunsero la costa del Mar d'Azov. In seguito, come parte della principale forza d'attacco del fronte, presero parte all'operazione di Krasnodar.
Il 10 settembre 1943, la 58ª Armata fu ritirata nelle riserve del Comando supremo e il successivo 15 novembre la formazione fu sciolta. Il suo quartier generale venne messo a disposizione del Distretto militare del Volga.

### 3ª riorganizzazione
Il 1° giugno 1995, con la direttiva del ministero della difesa russo del 17 marzo 1995, la 58ª Armata combinata fu formata sulla base del 42º Corpo d'armata del Distretto militare del Caucaso settentrionale.
Nel novembre 2002, il vicecomandante dell'armata, il maggior generale Stanislav Marzoev, morì in servizio quando dei militanti ceceni spararono con dei missili Igla il suo elicottero.
Nel settembre 2004, unità della 58ª Armata sono state impiegate nella liberazione degli ostaggi a Beslan.

### Guerra nell'Ossezia del sud
L'8 agosto 2008 la 58ª Armata attraversò il confine con la Georgia, combattendo contro le forze georgiane, in particolare nella città di Tskhinvali. Il suo comandante, il tenente generale Anatolij Chrulëv, fu ferito in azione.

### Guerra russo-ucraina
Nel maggio 2023 è morto in combattimento il vice capo di stato maggiore della 100ª Brigata ricognizione, maggiore Aleksandr Švec. L'11 luglio 2023, il quartier generale provvisorio della 58ª Armata, situato a Berdjans'k nella regione di Zaporižžja, è stato distrutto da un attacco missilistico ucraino. Tra le vittime c'era il tenente generale Oleg Cokov, vice comandante del Distretto militare meridionale russo.
Il 12 luglio 2023, il comandante dell'armata, il maggiore generale Ivan Popov, è stato rimosso dal suo incarico. In un messaggio Telegram pubblicato dal parlamentare russo ed ex comandante della 58ª Andrej Gurulëv, il generale Popov ha affermato di essere stato licenziato dal ministro della difesa Sergej Šojgu, dopo essersi lamentato delle inadeguatezze logistiche dell'esercito russo che hanno portato ad un aumento del numero di vittime tra i suoi uomini e di aver accusato i suoi superiori di tradimento. Popov è stato sostituito dal tenente generale Denis Ljamin.
Il 26 settembre 2023, l'armata ha ottenuto il titolo onorifico di unità delle guardie. Nell'autunno 2024 l'armata è stata rinforzata dal 166º Reggimento fucilieri motorizzato, unità costituita a luglio a partire dai superstiti del Battaglione "Štorm-Ossetia".

## Ordine di battaglia attuale
- 19ª Divisione fucilieri motorizzata "Voronež-Šumen" (unità militare 20634)
  - 135º Reggimento fucilieri motorizzato (unità militare 75375)
  - 429º Reggimento fucilieri motorizzato "Cosacchi del Kuban" (unità militare 43057)
  -  503º Reggimento fucilieri motorizzato delle guardie "Fastov" (unità militare 75394)
  - 292º Reggimento artiglieria semovente (unità militare 37271)
- 42ª Divisione fucilieri motorizzata delle guardie "Jevpatorija" (unità militare 27777)
  -  70º Reggimento fucilieri motorizzato delle guardie (unità militare 71718)
  -  71º Reggimento fucilieri motorizzato delle guardie (unità militare 16544)
  -  78º Reggimento fucilieri motorizzato "A.A. Kadyrov" (unità militare 77192)
  -  291º Reggimento fucilieri motorizzato delle guardie (unità militare 65384)
  -  50º Reggimento artiglieria semovente delle guardie (unità militare 53185)
- 136ª Brigata fucilieri motorizzata delle guardie "Uman-Berlino Apšeronsk" (unità militare 63354)
- 291ª Brigata artiglieria delle guardie (unità militare 64670)
- 12ª Brigata missilistica delle guardie (unità militare 25788)[16]
- 67ª Brigata missilistica contraerea (unità militare 32383)[17]
- 100ª Brigata ricognizione delle guardie (unità militare 23511)[18][19]
- 34ª Brigata comando (unità militare 29202)
- 78ª Brigata logistica (unità militare 11384)
- 166º Reggimento fucilieri motorizzato "Generale d'armata I. A. Pliev"
- 136º Reggimento artiglieria (unità militare 87413)
- 31º Reggimento genio (unità militare 31777)
- Reggimento missilistico contraereo (unità militare 62820)
- 40º Reggimento difesa NBC (unità militare 16383)
- 74º Reggimento comunicazioni (unità militare 68889)
- 14º Battaglione guerra elettronica (unità militare 54879)
- 344º Battaglione manutenzione
- 1020º Centro comando intelligence (unità militare 30656)
- 4ª Base militare delle guardie "Vapnjarka-Berlino" (Tskhinvali, Ossezia del Sud, Georgia; unità militare 66431)

## Comandanti

### Unione Sovietica
- Vasilij Kuznecov (novembre 1941)
- Nikolaj Moskvin (1941 -1942)
- Aleksej Zygin (giugno - Agosto 1942)
- Vasilij Chomenko (settembre - novembre 1942)
- Kondrat Melnik (1942 - 1943)

### Federazione russa
- Tenente generale Gennadij Trošev (1995 -1997)
- Tenente generale Anatolij Sidjakin (1997 - 1999)
- Tenente generale Vladimir Šamanov (1999 - 2000)
- Maggior generale Valerij Gerasimov (2001 - 2003)
- Tenente generale Viktor Sobolev (2003 - 2006)
- Tenente generale Anatolij Chrulëv (2006 - 2010)
- Maggior generale Andrej Kartapolov (2010 - 2012)
- Maggior generale Andrej Gurulëv (2012 - 2016)
- Maggior generale Sergej Kuzovlev (2016 - 2017)[20]
- Maggior generale Evgenij Nikiforov (2017 - 2019)[21]
- Tenente generale Sergej Ryžkov (2019 - 2020)[22]
- Tenente generale Michail Zus'ko (2020 - 2022)[23]
- Maggior generale Ivan Popov (2022 - luglio 2023)[12]
- Tenente generale Denis Ljamin (luglio 2023 - ottobre 2023)
- Maggior generale Sergej Medvedev (ottobre 2023 - in carica)[24]